# Dichaetomyia lacustris
Dichaetomyia lacustris este o specie de muște din genul Dichaetomyia, familia Muscidae, descrisă de Malloch în anul 1929. Conform Catalogue of Life specia Dichaetomyia lacustris nu are subspecii cunoscute.